# Iszhara (bogini świata podziemnego)
Iszhara - ważna bogini, nosząca takie samo imię jak bogini miłości Iszhara. Była czczona w południowo-wschodniej Anatolii i północnej Syrii, w panteonie huryckim. Łączono ją ze światem podziemnym.